# 金定线轮渡
金定线轮渡，原称庆定线、上定线轮渡。为中国上海市黄浦江上的一条对江轮渡航线。航线西起杨浦区复兴岛共青路定海桥轮渡站，东至浦东新区金桥路轮渡站。航线始于民国初年，初为民营济渡，浦东渡口设在庆宁寺，浦西渡口设在定海港内侧。民国21年（1932年）5月16日，上海市轮渡管理处在此地开设官办轮渡。民国23年（1934年）12月，民渡停航。1958年，因浦西定海港内淤浅，码头东迁至复兴岛共青路，新轮渡站于同年7月1日启用。1966年1月1日，浦东庆宁寺路更名为上川路，庆定线轮渡同时更名上定线轮渡。1982年12月1日，对两岸轮渡站进扩建。1986年2月3日，扩建工程竣工启用。1993年3月，上川路金桥段扩宽更名为金桥路，上定线轮渡更名为金定线轮渡。

金定线轮渡浦东庆宁寺渡口为上川铁路起点，在很长一段时间里是铁路乘客与庆宁寺附近居民往来杨树浦的重要交通工具。80年代，随着浦东开发，航线客流也有所增加。目前轮渡为24小时通航。

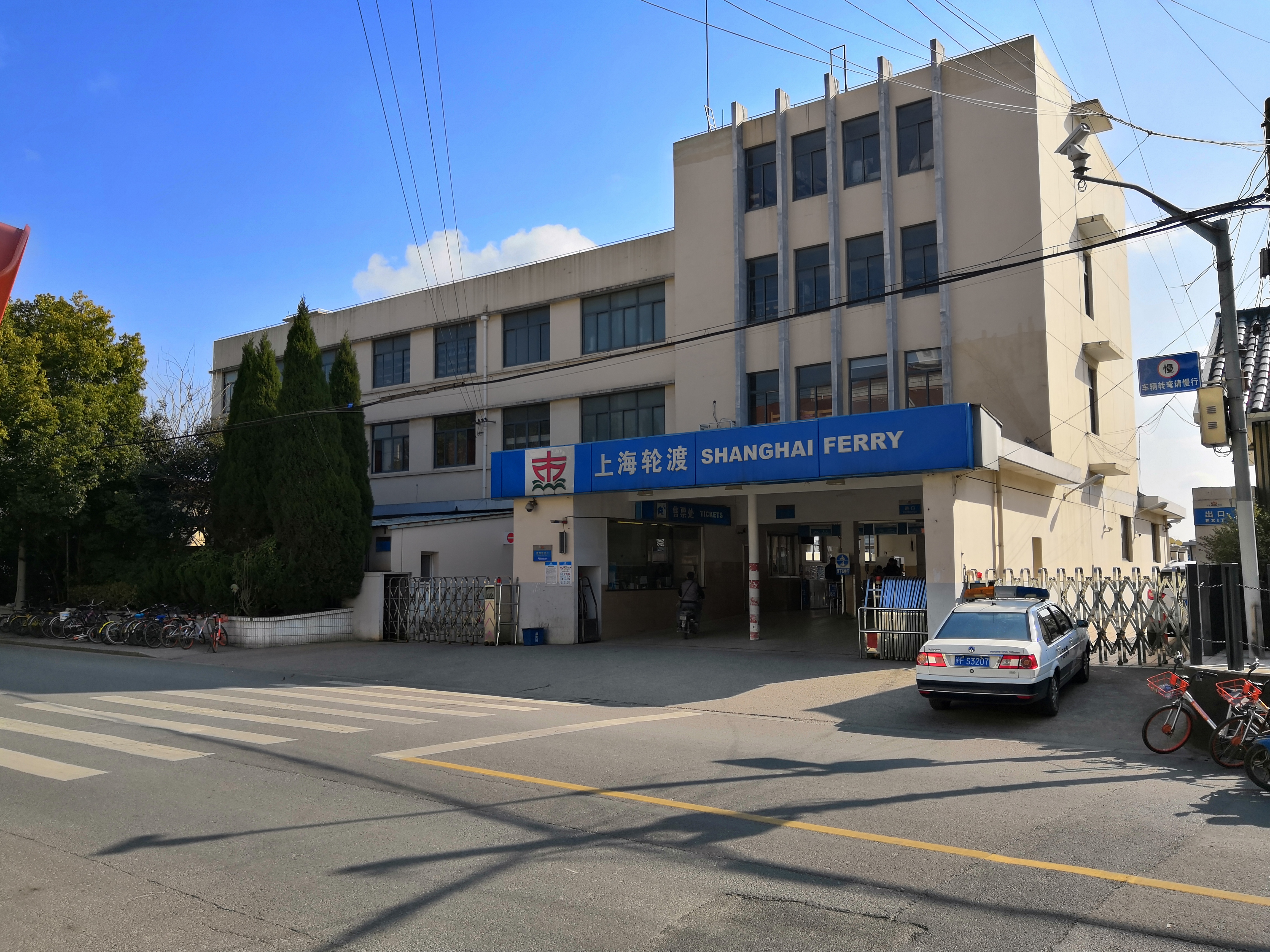
定海桥轮渡站（2019年）

## 历史

### 中华民国时期

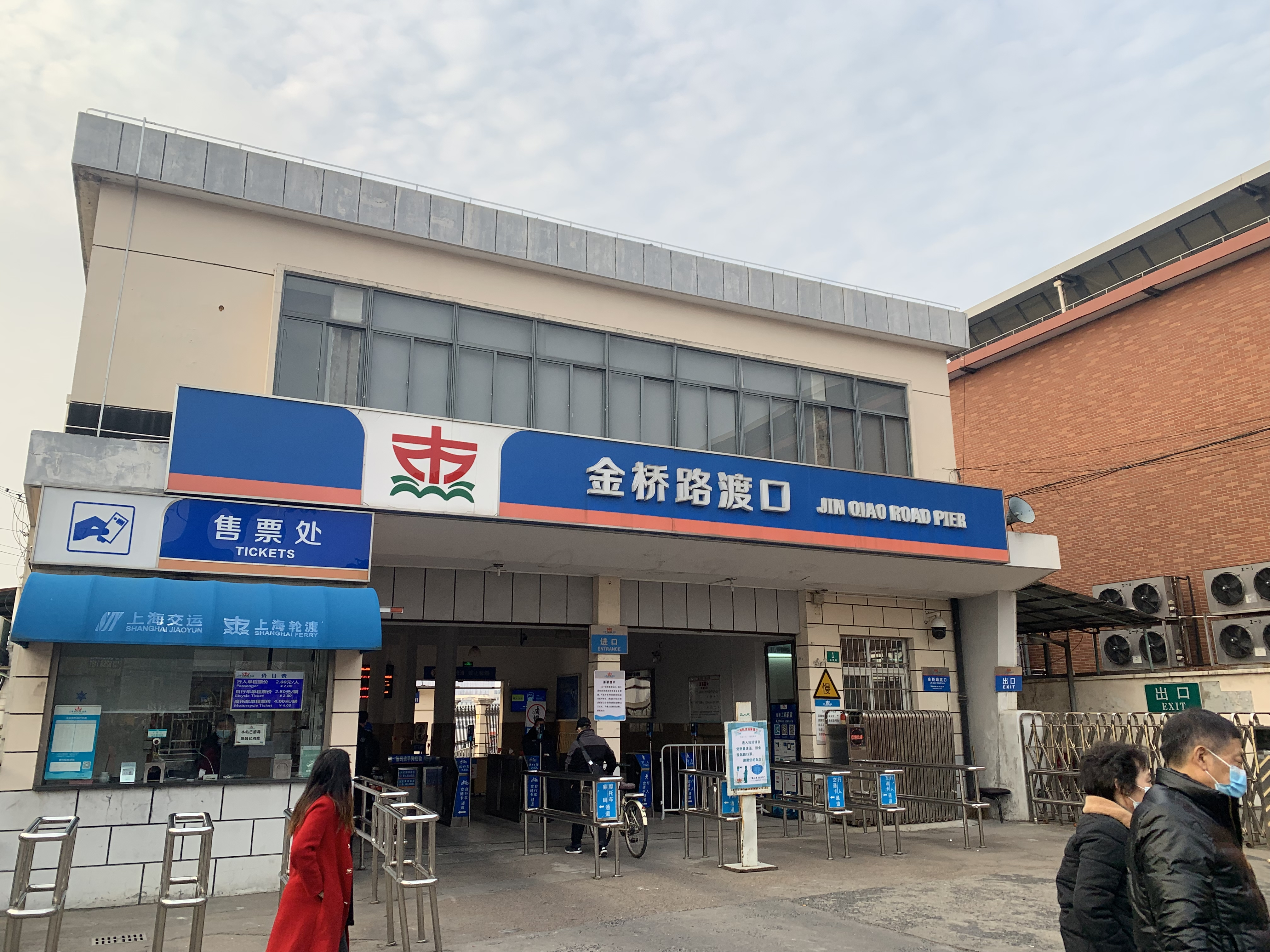
金桥路渡口（2022年）

金定线航线始于民国初年，初为民营济渡，使用手摇渡船渡客。航线浦东渡口设在庆宁寺，浦西渡口设在定海港内侧。浦东渡口为上川铁路起点，为川沙、庆宁寺居民往来杨树浦的必经之处。民国20年（1932年）5月，上海市轮渡管理处在定海港内建码头设官渡。民国21年（1933年）5月16日，轮渡开航，取名庆定线。开线初期与民渡同时运营，后由于民渡手摇船比起市轮渡渡船既不方便又危险，渡客数量锐减，民渡入不敷出。民国23年（1934年）12月，民渡得到上海市轮渡管理处发放的救济费后即停航。

庆定线浦东码头与北高线长渡（北京东路——高桥）庆宁寺码头共用，以铁栅分隔两条航线乘客。浦西复兴岛定海港内为浅滩，因此在定海港渡口建造码头、钢质浮桥、水泥平台各1座，工程于民国24年（1935年）4月完工。又因定海港内江面狭窄，渡轮不易调头，所以使用两端可行驶的渡轮载客。

民国26年（1937年）抗日战争爆发，航线停航。民国34年（1945年）抗日战争胜利，上海市公用局接收日伪上海市轮渡公司。民国35年（1946年），修复庆宁寺码头，浦西定海港码头（杨树浦路黎平路）新建木质码头。同时将日军遗留的小登陆艇改装成渡轮航行。1949年上海战役前夕，庆宁寺码头被国民党军队炸沉，市轮渡24号渡轮亦遭国民党军队劫持。同年5月18日，轮渡停航。

### 中华人民共和国时期
上海战役后，于1949年5月28日起，由中国人民解放军上海市军事管制委员会军代表组织工人寻回遗失船只，打捞码头，并对设备进行抢修。1949年6月22日，轮渡恢复航行。同年7月1日，上海市军管会接管庆定线轮渡。1954年，扩建浦东庆宁寺轮渡站。1958年，因浦西定海港内淤浅，航道日趋狭窄，影响轮渡正常运营。上海市轮渡公司遂决定将码头东迁至复兴岛共青路，新轮渡站于同年7月1日启用。1962年时，由于复兴岛地面下沉，浦西轮渡站每遇大潮汛时就淹于水中，于是上海市轮渡公司将轮渡站进行一系列改建。1966年1月1日，浦东庆宁寺路更名为上川路，庆定线轮渡同时更名上定线轮渡。
20世纪80年代，浦东发展迅速，市区居民大量动迁至浦东，上定线轮渡客流增长迅速，原有轮渡设施已远不能适应客流需要，必须对轮渡站设施进行扩建。1982年12月1日，扩建工程获得批准，两岸轮渡站同时开始施工。1986年2月3日，新轮渡站建成启用。1993年3月，上川路更名为金桥路，同时上定线轮渡更名金定线轮渡。
自2014年2月1日起，金定线营运渡轮调整为世博空调渡轮。目前轮渡为24小时通航。

## 航线班次
| 定海桥轮渡站：通宵航行                        | 定海桥轮渡站：通宵航行         | 金桥路轮渡站：通宵航行 | 金桥路轮渡站：通宵航行         |
| --------------------------------------------- | ------------------------------ | ---------------------- | ------------------------------ |
| 0：00——4：00                                  | 1小时一班                      | 0：30——3：30           | 1小时一班                      |
| 4：20——6：00                                  | 20分钟一班                     | 4：10——5：50           | 20分钟一班                     |
| 6：10                                         | 定班                           | 6：00                  | 定班                           |
| 6：10                                         | 定班                           | 6：10                  | 定班                           |
| 6：20                                         | 定班                           | 6：20                  | 定班                           |
| 6：30——8：30                                  | 周一至周五 早高峰快班 三船航行 | 6：30——8：30           | 周一至周五 早高峰快班 三船航行 |
| 8：40——16：20                                 | 10分钟一班                     | 8：40——16：20          | 10分钟一班                     |
| 16：30——17：30                                | 周一至周五 晚高峰快班 三船航行 | 16：30——17：30         | 周一至周五 晚高峰快班 三船航行 |
| 17：40——20：00                                | 10分钟一班                     | 17：40——20：10         | 10分钟一班                     |
| 20：20——23：40                                | 20分钟一班                     | 20：30——23：50         | 20分钟一班                     |
| 注：周六、周日节假日6：00——20：00为二船航行。 |                                |                        |                                |

## 公交换乘
- 定海桥轮渡站：60、103、124、135、577
- 金桥路轮渡站：81、85、130、313、455、778、794、799、981、1052、沪川线、上川专线、新川专线、浦东15路、浦东62路